# Santo DiMera
Santo DiMera is een personage uit de soapserie Days of our Lives. Santo is de vader van Stefano DiMera en is al jaren overleden, maar hij was te zien in flashbacks van 9 juli 2007 tot 28 september 2007. De rol werd gespeeld door James Scott die ook de rol van EJ Wells voor zijn rekening neemt.

## Personagebeschrijving
Santo was een Italiaanse zakenman die op reis ging naar Galway, Ierland. Daar leerde hij Colleen Brady kennen, die in het klooster wilde treden. Ze werden verliefd op elkaar en hadden een verboden affaire, Santo beweerde dat zijn vrouw overleden was. Hun verhaal werd verteld via de liefdesbrieven die ze geschreven hadden. Stefano vertelde aan Shawn dat zijn moeder niet dood was en zijn vader dus nog steeds getrouwd was op de dag van het huwelijk van Colleen en Santo. Shawn vertelde dit aan Colleen die daarop klaarblijkelijk zelfmoord pleegde. Er werd echter geen lichaam gevonden, enkel haar habijt. De dood van Colleen wordt gezien als de start van de vete tussen de familie Brady en DiMera.
Santo schreef op zijn sterfbed een brief naar Stefano waarin hij zei dat de Brady's verhuisd waren naar het Amerikaanse Salem en hij vroeg zijn zoon om wraak te nemen op hen. De sleutel tot het einde van de vendetta lag in de kerk van Colleen in Galway. EJ Wells moest met Sami Brady trouwen om de vendetta te beëindigen omdat EJ en Sami sterk leken op Colleen en Santo.
Stefano kreeg van zijn vader een zwarte diamant die hij verwerkte in zijn feniks-ring, waardoor hij denkt dat hij onsterfelijk is.

## Herschrijving geschiedenis
Toen Stefano naar Salem kwam was hij de zevende zoon van de zevende zoon, waardoor hij de onsterfelijke feniks werd. Deze verhaallijn veranderde de hele geschiedenis van Stefano omdat zijn vader Santo maar één zoon had bij zijn vrouw en geen zeven. De vraag rees nu ook hoe André DiMera dan een neef van Stefano kon zijn.
In februari 2008 dook een stervende Colleen weer op, die beweerde dat ze gevlucht was en een kind gekregen had van Santo, John Black. Colleen stierf en Santo verwelkomde haar in het hiernamaals. Het feit dat John een zoon is van Santo is ook een herschrijving van geschiedenis, in 1986 kwam hij naar Salem als Roman Brady, in 1991 bleek hij een valse Roman te zijn en was hij geboren als Forrest Alamain en in 2002 bleek dat hij de zoon was van Daphne DiMera, die hem had afgestaan aan haar zuster Philomena Alamain. Jaren later wordt ontdekt dat John toch niet de zoon is van Santos en Colleen en dat de echte Ryan Brady dood is. 